# 373 Мелюзина
373 Мелюзина (373 Melusina) — астероїд головного поясу, відкритий 15 вересня 1893 року Огюстом Шарлуа у Ніцці.
Тіссеранів параметр щодо Юпітера — 3,147.